# Agnosine
Agnosine är en ort och kommun i provinsen Brescia i regionen Lombardiet i Italien. Kommunen hade 1 687 invånare (2018).